# Begonia fimbristipula
Espèce
Synonymes
- Begonia cyclophylla Hook.f.[1]

Begonia fimbristipula est une espèce de plantes de la famille des Begoniaceae.
L'espèce fait partie de la section Diploclinium.
Elle a été décrite en 1883 par Henry Fletcher Hance (1827-1886).

## Répartition géographique
Cette espèce est originaire de Chine.